# قجور (غرغين)
قجور (بالفارسية: قجور) هي قرية تقع في إيران في قسم غرغین الريفي. يقدر عدد سكانها بـ 207 نسمة بحسب إحصاء 2016.